# Xtube
XTube é um site de compartilhamento de vídeos pornográficos sediado em Toronto, no Canadá. O site foi fundado em 2006 e é controlado pela empresa MindGeek. Foi o primeiro site do gênero a permitir que tantos usuários registrados como não registrados compartilhassem conteúdo adulto com outras pessoas.
Em dezembro de 2020, vários vídeos foram removidos, após denúncias de conteúdo ilegal, como pornografia infantil, pornografia violenta, racismo, dentre outros casos.